# Olle Petrusson
Olle Petrusson (n. 14 noiembrie 1943, Nälden⁠(d), Comitatul Jämtland, Suedia) este un biatlonist ce a reprezentat Suedia, medaliat olimpic. A participat la două ediție ale Jocurilor Olimpice (1968, 1972) în care a câștigat o medalie de bronz.

## Participări
Lista de mai jos prezintă principalele competiții la care a participat Olle Petrusson de-a lungul carierei.
- biathlon at the 1968 Winter Olympics – relay[*]